# Раку (Валча)
Раку (рум. Racu) насеље је у Румунији у округу Валча у општини Митрофани. Oпштина се налази на надморској висини од 219 m.

## Становништво
Према подацима из 2002. године у насељу је живело 193 становника, од којих су сви румунске националности.